# Salim Al-Zahrani
Salim Al-Zahrani (1 de enero de 1965) es un deportista saudita que compitió en taekwondo. Ganó una medalla de plata en el Campeonato Asiático de Taekwondo de 1990 en la categoría de –83 kg.

## Palmarés internacional
| Campeonato Asiático | Campeonato Asiático | Campeonato Asiático | Campeonato Asiático |
| Año                 | Lugar               | Medalla             | Categoría           |
| ------------------- | ------------------- | ------------------- | ------------------- |
| 1990                | Taipéi ( Taiwán)    | Medalla de plata    | –83 kg              |